# Boleslao III de Polonia
Boleslao III el Bocatorcida (en polaco: Bolesław III Krzywousty; 20 de agosto de 1086 -28 de octubre de 1138) fue príncipe de Polonia desde 1107 hasta 1138. Era el único hijo del príncipe Vladislao I Herman y su primera esposa Judith, hija de Bratislao II de Bohemia. Recibió el sobrenombre Bocatorcida a causa de una malformación congénita por labio leporino.

## Biografía

Polonia durante el reinado de Boleslao III.

Boleslao pasó su temprana edad adulta luchando contra su medio hermano mayor Zbigniew de Polonia por la dominación y la mayor parte de su gobierno atendiendo la política de unificación de las tierras polacas y el mantenimiento de la plena soberanía del Estado polaco ante la amenaza constante de la política oriental expansionista del Sacro Imperio Romano Germánico y sus aliados, especialmente Bohemia. Boleslao III, como Boleslao II el Temerario, basó su política exterior en el mantenimiento de las buenas relaciones con la vecina Hungría y el Rus de Kiev, con quien forjó fuertes vínculos a través del matrimonio y la cooperación militar. Otro de los objetivos de la política exterior era la obtención y conversión de Pomerania, que se inició con éxito mediante la adición de la mayoría de Pomerania a sus dominios para 1102-1122. El obispo Otón de Bamberg  confirmó la cristianización desde 1123 en adelante. Boleslao III confirmó asimismo la independencia del arzobispado polaco de Gniezno. Fortaleció la posición internacional de Polonia por su victoria sobre el Sacro Imperio Romano Germánico en la guerra germano-polaca de 1109. También fue capaz de expandir el territorio del país. A pesar de sus indudables éxitos, Boleslao III el Bocatorcida cometió graves errores políticos, incluso en contra de Zbigniew de Polonia, su medio hermano. El crimen contra Zbigniew y su penitencia por ello mostraron la gran ambición de Boleslao, así como su capacidad de buscar acuerdos políticos. Su último y quizás acto más trascendental, fue su voluntad y testamento conocido como "El Estatuto de Sucesión" en el que dividió al país entre sus hijos, lo que llevó a casi 200 años de la fragmentación feudal del Reino de Polonia. Sin embargo, Boleslao se convirtió en un símbolo de las aspiraciones de políticos polacos hasta bien entrado el siglo XIX.
En noviembre de 1102 se casó con Zbyslava de Kiev (c. 1085/90-c. 1112), hija del gran duque de Kiev Sviatopolk II. Tuvieron tres hijos:
1. Vladislao II el Desterrado (1105-30 de mayo de 1159).
2. Un hijo de nombre desconocido (c. 1108-†después de 1109).
3. Una hija [Judit?] (c. 1111-† después de 1124), casada en 1124 con Vsevolod Davidovich, príncipe de Murom.

Entre marzo y julio de 1115, Boleslao se casó con su segunda esposa, Salomé de Berg (antes de 1101-† 27 de julio de 1144), hija de Enrique, conde de Berg-Schelklingen. Tuvieron trece hijos:
1. Leszek (1115-26 de agosto de 1131).
2. Riquilda (1116/1117-25 de diciembre de 1156), esposa del rey Magnus Nilsson de Dinamarca, del príncipe Volodar de Minsk y de Sverker I, Rey de Suecia, respectivamente.
3. Una hija de nombre desconocido (antes de 1119-después de 1131), casada en 1131 con Conrado, conde de Plötzkau y margrave de Nordmark.
4. Sofia (n. 1120- 10 de octubre de 1136).
5. Casimiro (9 de agosto de 1122-19 de octubre de 1131).
6. Gertrudis (1123/24-7 de mayo de 1160), monja en Zwiefalten.
7. Boleslao IV el Rizado (c.1125-3 de abril de 1173).
8. Miecislao III el Viejo (1126/27-13 de marzo de 1202).
9. Dobroniega (1129-1160), casada en 1142 con Dietrich I, margrave de Lusacia.
10. Judit (1130-8 de julio de 1175), casada el 6 de enero de 1148 con Otón I, margrave de Brandeburgo.
11. Enrique de Sandomierz (1131-18 de octubre de 1166).
12. Inés (1137-1182), casada en 1151 con Mstislav II de Kiev, príncipe de Pereiaslav y gran príncipe de Kiev desde 1168.
13. Casimiro II el Justo (1138-5 de mayo de 1194).

En su testamento, repartió Polonia entre sus hijos.